# Antoine Bonifaci
Antoine Bonifaci (ur. 4 września 1931 w Bezons, zm. 29 grudnia 2021 w Villefranche-sur-Mer) – francuski piłkarz, występujący na pozycji pomocnika.
Z zespołem OGC Nice dwukrotnie zdobył mistrzostwo Francji (1951, 1952) i jeden raz puchar tego kraju (1951). W latach 1951–1953 rozegrał 12 meczów i strzelił 2 gole w reprezentacji Francji.